# Kallithea
Kallithea (en griego, Καλλιθέα, AFI: [kaliˈθea], "buenavista") es un municipio griego, el más poblado de la periferia de Atenas Meridional que hace parte del área metropolitana de la Gran Atenas. El centro de Kallithea (Plaza Davaki) se encuentra al sur a una distancia de 3 km  de plaza Síntagma en el corazón de Atenas y a 3 km al noreste de la Plaza Korai de la ciudad de El Pireo. Kallithea se extiende desde las colinas Filopappou y Sikelia en el norte hasta la Bahía Falero en el sur, y desde la avenida Syngrou hacia el este y el río Iliso al oeste. Es el principal puerto de la ciudad de Atenas.

## Historia
El sitio en el que se desarrolló la ciudad cubre la mayor parte de la zona situada al sur de Atenas, protegida en la antigüedad (siglo V a. C.) por los Muros Largos hacia el oeste y el muro de Falero hacia el este. La ciudad y sus ciudadanos se mencionan entre otros lugares en los Diálogos de Platón.

## Transporte
Se accede a la ciudad desde el este por la Autopista Syngrou, desde el sur por la Avenida Poseidonos, desde el norte y el oeste por la avenida Kifissos, y al centro de Atenas por la Avenida Thisseos (a través de Syntagma, Amalias, Syngrou). Se encuentra también la estación Kallithea Tavros de la línea 1 del metro de Atenas, estaciones de Kallithea y Tzitzifies del tranvía y numerosos autobuses y trolebuses que conectan el Mar Egeo con el centro de la capital griega.

## Imágenes

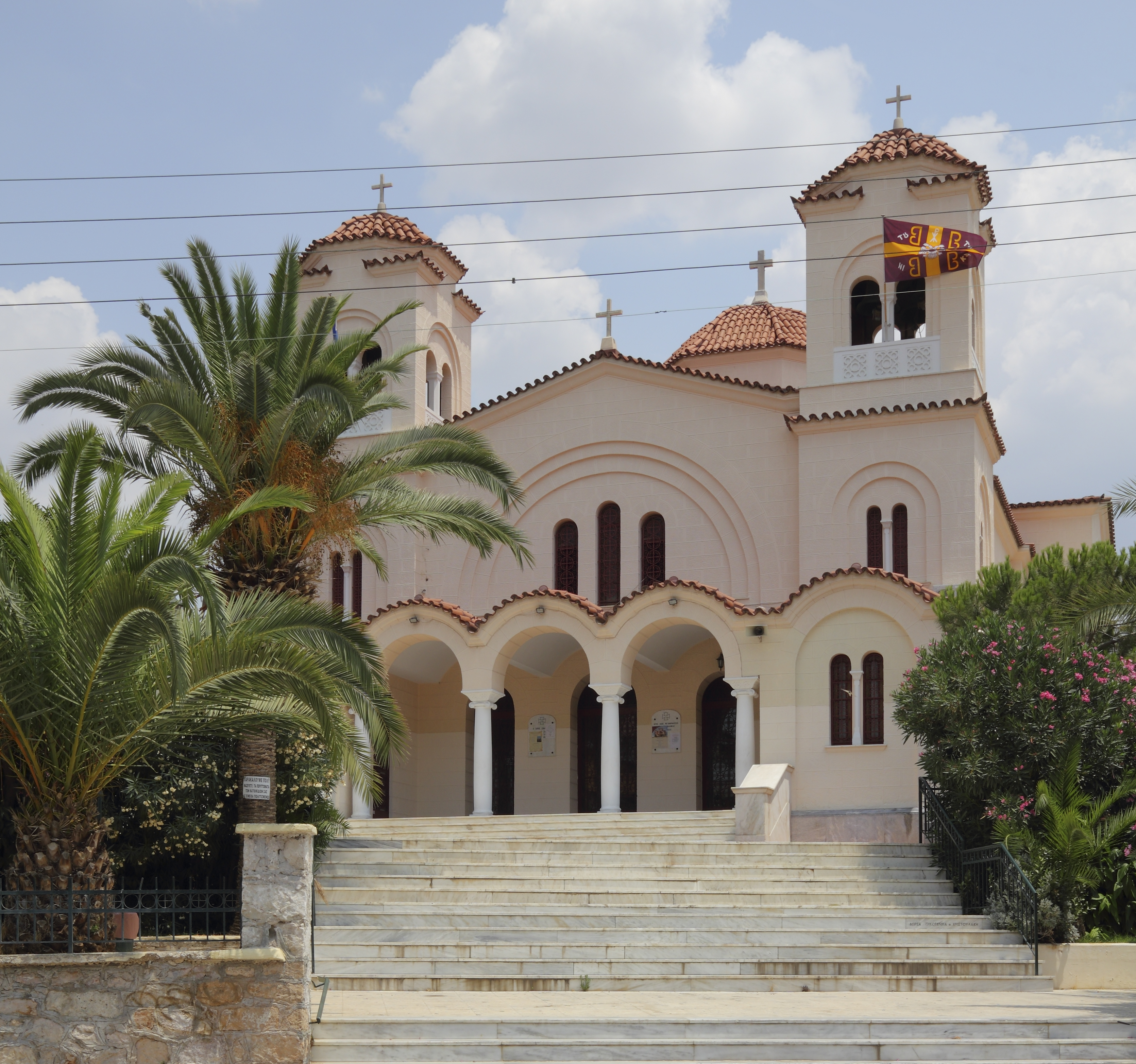
Iglesia Metamorphosi Sotiros (Μεταμόρφωση Σωτήρος) en Kallithea.
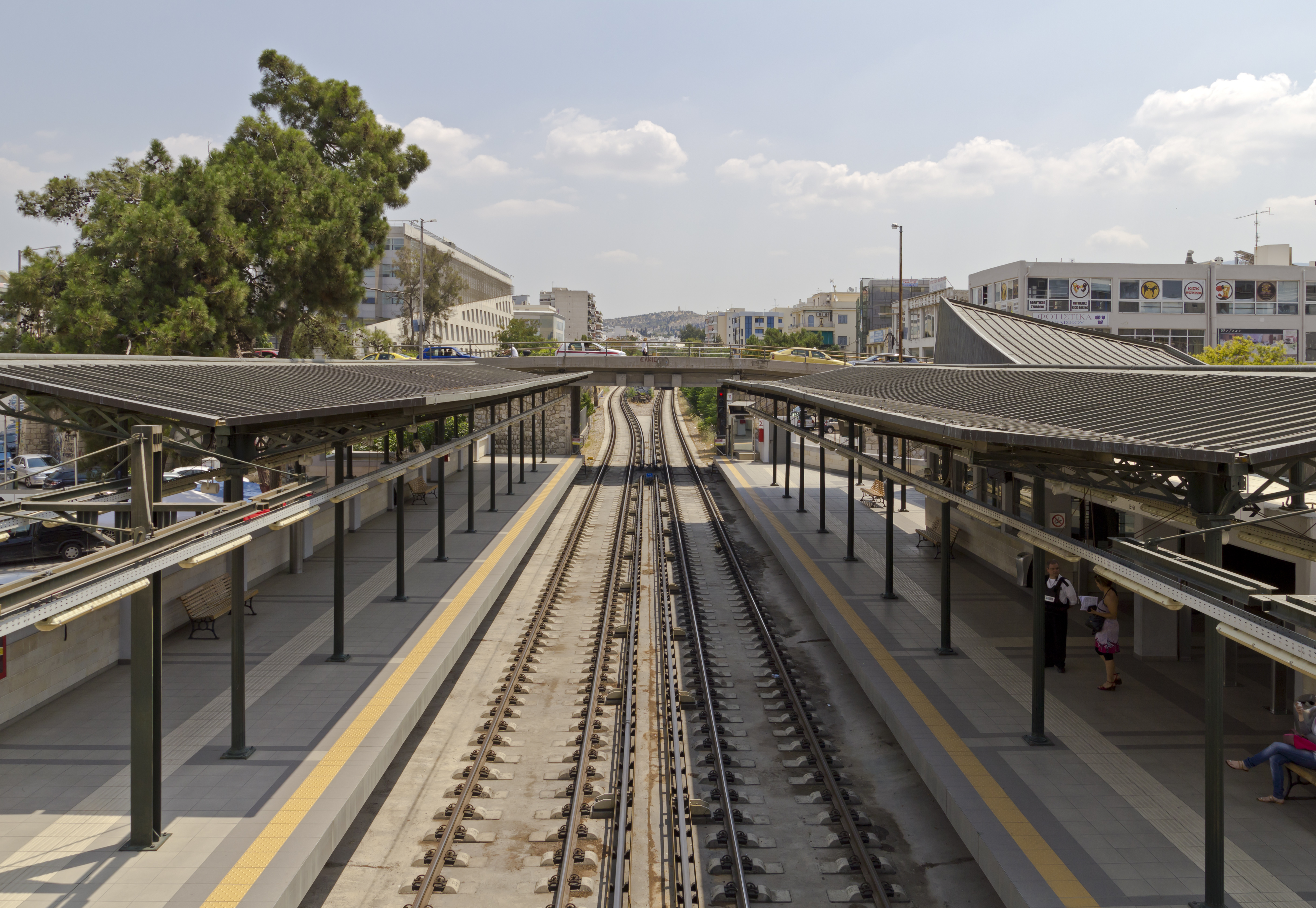
Estación de la línea 1 del Metro de Atenas.
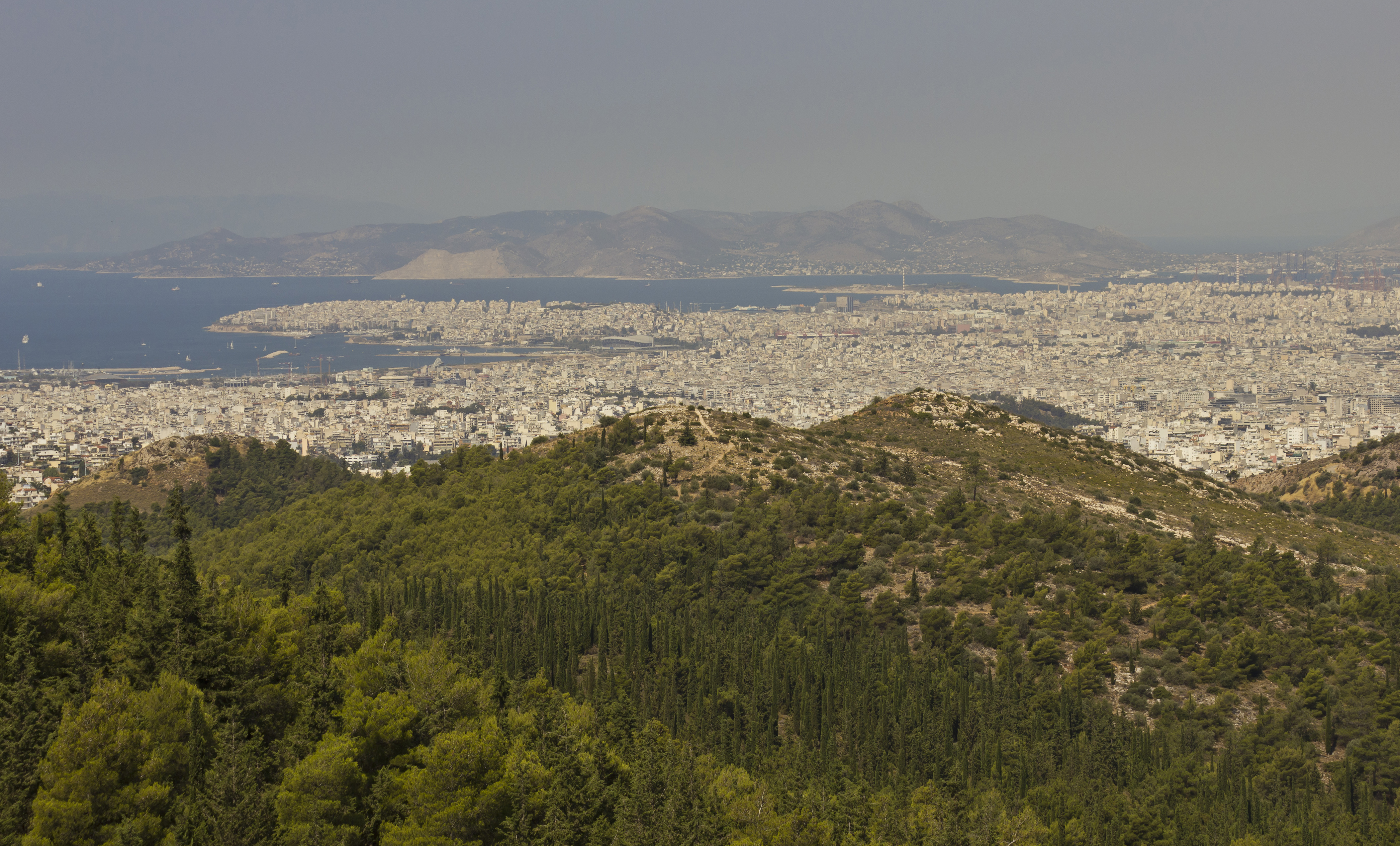